# Erin Brockovich
Erin Brockovich z domu Pattee (ur. 22 czerwca 1960 w Lawrence) – amerykańska aktywistka na rzecz ochrony środowiska, nieoficjalnie wykonująca zawód prawnika (doradcy kancelarii prawnych).

## Kariera
Pracowała jako konsultantka w nieistniejącej już kalifornijskiej firmie prawniczej Girardi & Keese. Następnie została konsultantką w nowojorskiej kancelarii Weitz & Luxenberg.
Będąc samotną matką trojga dzieci, w 1991 przeżyła wypadek samochodowy. Próbując dochodzić roszczeń związanych z wypadkiem, poznała adwokatów z kancelarii Masry & Vititoe, którzy zatrudnili ją u siebie w charakterze pomocy biurowej. Pracując tam, zainteresowała się sprawą przeciwko Hinkley Compressor Station (przedsiębiorstwu z koncernu Pacific Gas and Electric) oskarżanemu o zatruwanie środowiska i spowodowanie uszczerbku na zdrowiu mieszkańców regionu. Jej zaangażowanie doprowadziło do wygrania sprawy i wypłacenia ofiarom największego w historii Stanów Zjednoczonych odszkodowania związanego z zatruciem środowiska – suma 333 mln dol. została podzielona między 600 rodzin Hinkley.
Prowadzi własne przedsiębiorstwo konsultingowe „Brockovich Research & Consulting”.

## Film
Na motywach sprawy i biografii Brockovich nakręcono film fabularny z Julią Roberts w roli głównej. Film przyczynił się do dalszego wzrostu popularności Erin Brockovich, która po zakończeniu sprawy „Pacific Gas and Electric” angażowała się w wiele podobnych (dotyczących zatrucia środowiska), stając się również symbolem działającego społecznie „adwokata konsumentów”.